# Ігітян Генріх Суренович
Генріх Суренович Ігітян (вірм. Հենրիկ Սուրենի Իգիթյան, 5 березня 1932 — 11 травня 2009, Єреван) — вірменський мистецтвознавець, заслужений діяч мистецтв Вірменської РСР (1980).

## Біографічні відомості
Народився 5 березня 1932 року.
- 1951—1956 — Єреванський інститут іноземних мов.
- 1958—1963 — Ленінградський інститут архітектури і скульптури.
- 1960—1971 — працював в галереї мистецтва Вірменії.
- З 1972 — директор музею сучасного образотворчого мистецтва Вірменії.
- З 1978 — директор центру естетичного виховання дітей Вірменії.
- 1989—1991 — був народним депутатом СРСР від Вірменської РСР.
- З 1994 — очолив товариство сучасних художників «Ноян тапан».
- 2001 — нагороджений медаллю імені Мхітара Гоша і Мовсеса Хоренаци.
- 2005 — присвоєно медаль Лос-Анджелеського університету.

Нагороджений орденом Дружби народів (1986). Кавалер ордена мистецтв і літератури (Франція, 15.01.2009).

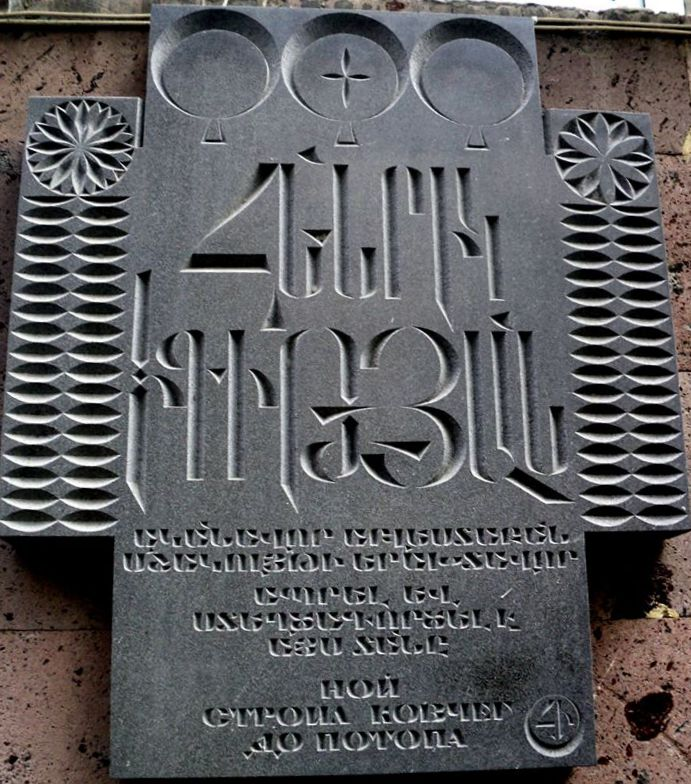

Помер  11 травня 2009 у Єревані.

## Роботи
Мінас Аветисян
Сучасне вірменське мистецтво
Арам Ісабекян (1999)
Від Овасатяна до Мінаса (2000)
Акоп Гюрджян (1966)
Ерванд Кочар (1972)
Дерево життя (1985)
Вруйр Галстян (2006)
Ашот Ованесян (2007)